# NGC 3642
NGC 3642 est une galaxie spirale située dans la constellation de la Grande Ourse. NGC 3642 a été découverte par l'astronome germano-britannique William Herschel en 1790.

## Caractéristiques

### Distance
Sa vitesse par rapport au fond diffus cosmologique est de 1 735 ± 11 km/s, ce qui correspond à une distance de Hubble de 25,6 ± 1,8 Mpc (∼83,5 millions d'al).
À ce jour, cinq mesures non basées sur le décalage vers le rouge (redshift) donnent une distance de 8,378 ± 10,700 Mpc (∼27,3 millions d'al), ce qui est loin à l'extérieur des valeurs de la distance de Hubble. Cet échantillon de mesures est incohérent et il contient même une valeur qui placerait à une distance de seulement 2,83 Mpc.

### Morphologie
NGC 3642 a été utilisée par Gérard de Vaucouleurs comme une galaxie de type morphologique SA(rs)bc dans son atlas des galaxies,.
La classe de luminosité de NGC 3642 est II-III et elle présente une large raie HI. NGC 3642 est une galaxie LINER, c'est-à-dire une galaxie dont le noyau présente un spectre d'émission caractérisé par de larges raies d'atomes faiblement ionisés. C'est aussi une galaxie active de type Seyfert 3.

### Brillance de surface
En raison d'une brillance de surface égale à 14,73 mag/am2, on peut qualifier NGC 3642 de galaxie à faible brillance de surface (LSB en anglais pour low surface brightness). Les galaxies LSB sont des galaxies diffuses (D) avec une brillance de surface inférieure de moins d'une magnitude à celle du ciel nocturne ambiant.

## Trou noir supermassif et noyau de NGC 3642
NGC 3642 renferme un trou noir supermassif en son centre. Basée sur la vitesse interne de la galaxie mesurée par le télescope spatial Hubble, la masse de celui-ci serait comprise entre 26 et 31 millions de {\displaystyle M_{\odot }}. Si on se base sur les mesures de luminosité de la bande K de l'infrarouge proche du bulbe, on obtient une valeur de 107,2 {\displaystyle M_{\odot }} (16 millions de {\displaystyle M_{\odot }}).

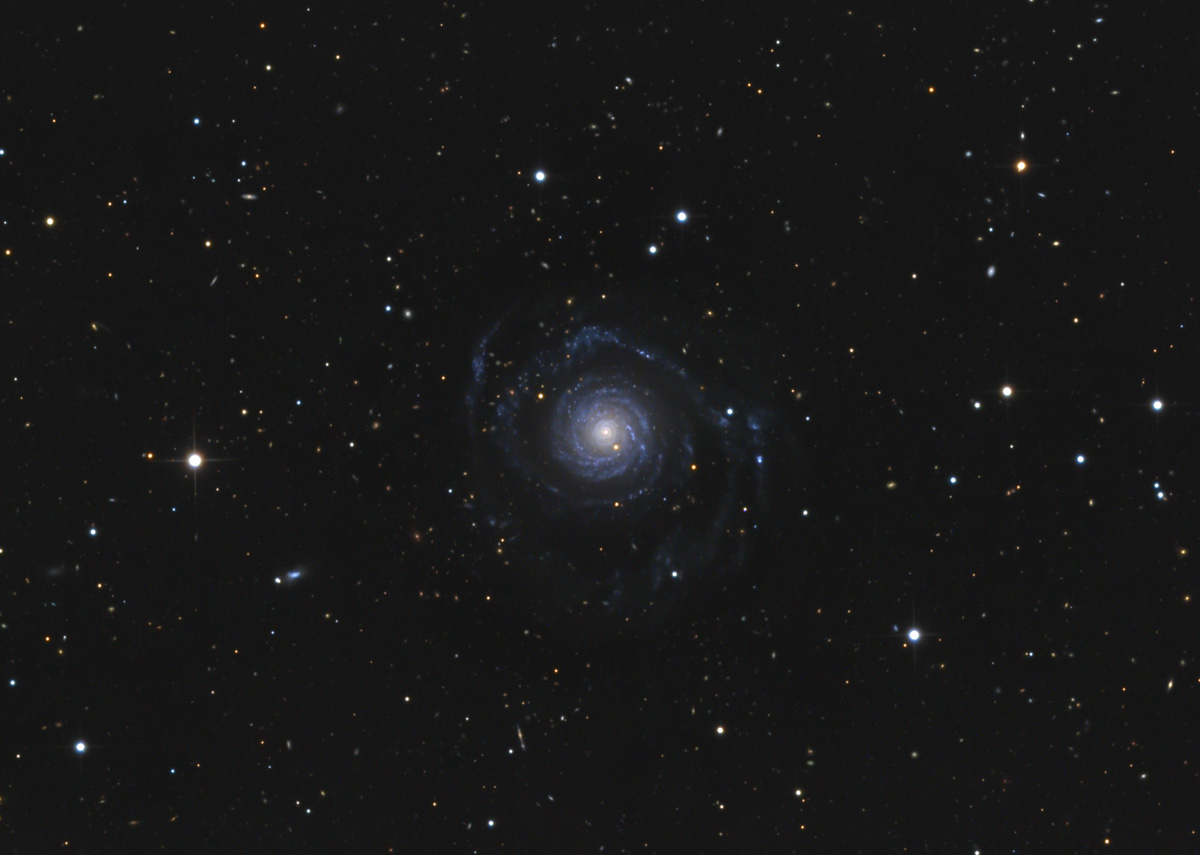
NGC 3642 par Adam Block (Observatoire du mont Lemmon/Université de l'Arizona).

Autour du noyau, on observe une spirale cotonneuse qui forme un anneau (voir l'image de l'Observatoire du mont Lemmon). Il est possible qu'il y ait un transfert de matière de cet anneau vers le noyau de la galaxie. La partie extérieure de la spirale forme un pseudo anneau d'environ un demi-cercle. La partie extérieure de la galaxie est déformée, tandis que sa partie principale présente un disque rotatif différentiel ordinaire. L'hydrogène neutre (région HI) est également déformé et s'étend davantage du côté ouest.

## Groupe de NGC 3610
Selon Abraham Mahtessian, NGC 3642 fait partie d'un groupe qui comprend 13 galaxies, le groupe de NGC 3610, la galaxie la plus brillante de ce groupe. Les autres galaxies du groupe de Mahtessian sont NGC 3517 (?), NGC 3530, NGC 3589, NGC 3610, NGC 3613, NGC 3619, NGC 3625, NGC 3669, NGC 3674, NGC 3683, IC 691 et NGC 3683A (noté 1126+5725 pour CGCG 1126.4+5725 dans l'article de Mahtessian).
La galaxie NGC 3517 devrait être enlevée de cette liste car elle est à une distance de 123,47 ± 8,6 Mpc (∼403 millions d'al), soit environ quatre fois plus éloignée que les autres.
Mentionnons que huit des galaxies retenues par Mahtessian appartiennent à deux groupes distincts indiqués dans un article de A.M. Garcia, le groupe de NGC 3613 (NGC 3613, NGC 3625 et NGC 3669 auxquels s'ajoute UGC 6344 non retenu par Mahtessian) et le groupe de NGC 3642 (NGC 3610, NGC 3619, NGC 3642, NGC 3674 et NGC 3683). La distance moyenne des galaxies du groupe de NGC 3613 est d'environ 27,5 Mpc (∼89,7 millions d'al) et celle du groupe de groupe de NGC 3642 est d'environ 24,1 Mpc (∼78,6 millions d'al).
Les galaxies NGC 3530, NGC 3589, IC 691 et NGC 3683A n'apparaissent dans aucun des groupes retenus par Garcia.